# 湖南省社会科学院
湖南省社会科学院（英語：Hunan Academy of Social Sciences）是中国湖南省长沙市的一家哲学社会学研究、经济社会发展战略决策咨询机构，隶属于湖南省人民政府。其院长属于正厅级干部。

## 沿革
1957年，中国科学院湖南历史考古研究所建立。翌年，湖南省哲学社会科学研究所建立。1969年，两所研究所合并成立湖南省哲学历史研究所。1974年，它改名湖南省哲学社会科学研究所。1980年，它更名为湖南省社会科学院。
2020年6月10日，原院长李荐国因伙同妻子、胞弟敛财2704万落马。

## 下辖部门
- 文学研究所
- 历史文化研究所
- 哲学研究所
- 经济研究所
- 区域经济研究所
- 产业经济研究所
- 中国马克思主义研究所
- 社会学研究所
- 人力资源与改革发展研究所

## 下辖刊物
- 《湖南社会科学》
- 《求索》
- 《毛泽东研究》
- 《决策参考》
- 《湖南省情要报》

## 历任领导
| 姓名   | 就任日期   | 卸任日期   | 备注           |
| ------ | ---------- | ---------- | -------------- |
| 方克   | 1956年10月 | 1957年8月  | 院长           |
| 谢华   | 1957年8月  | 1967年3月  | 院长兼党组书记 |
| 王兴久 | 1979年2月  | 1983年6月  | 院长兼党组书记 |
| 汪澍白 | 1983年6月  | 1984年8月  | 院长           |
| 陈学源 | 1983年6月  | 1986年1月  | 党组书记       |
| 王驰   | 1986年1月  | 1993年7月  | 院长兼党组书记 |
| 禹舜   | 1993年7月  | 1998年5月  | 院长兼党组书记 |
| 刘湘溶 | 1998年5月  | 2000年5月  | 院长兼党组书记 |
| 朱有志 | 2001年7月  | 2013年5月  | 院长兼党组书记 |
| 刘建武 | 2013年5月  | 2019年12月 | 院长兼党组书记 |
| 李荐国 | 2019年12月 | 2020年10月 | 院长兼党组书记 |
| 曹普华 | 2020年11月 | 2022年1月  | 院长兼党组书记 |
| 钟君   | 2022年4月  |            | 院长兼党组书记 |